# 阿拉瓜亚游击战
阿拉瓜亚游击战（葡萄牙語：Guerrilha do Araguaia）是于1966-1975年在巴西阿拉瓜亚河河岸发生的反对军政府的武装叛乱。它是由毛派的巴西共产党所发动，旨在建立一个农村革命根据地，以此来发动反对自1964年巴西政变后掌权的军政府的“人民战争”。它的发动借鉴了中国内战中的中国共产党和古巴革命中的七二六运动的胜利经验。

## 开始
1964年开始，巴西左翼企图建立农村游击队中心，吸引不满军政府独裁统治的人士，以弥补军政府针对城市反对派的破坏的这种想法酝酿已久。但只有巴西共产党成功建立起这样一个中心。
1972年，当游击队建立起根据地至少6天以后，巴西陆军开始镇压游击队。游击队和军队之间的军事冲突发生在戈亚斯州，帕拉州和马拉尼昂州的边界。阿拉瓜亚游击战名字来源于游击队成立的阿拉瓜亚河河岸，之所以选择这一区域是因为这里是农民和发展商（矿主和公共工程承包商，受到刚发掘的卡拉加斯铁矿带来的投资机会吸引）斗争的热点。游击队支持农民，希望从中得到他们的支持。
游击队成员估计有80人，只有不到20人幸存，其中包括后来成为劳工党主席的何塞·热诺伊诺，他在1972年第一阶段的军事行动中被捕。大部分游击队员，主要是前大学生和自雇工人，在丛林中的战斗中阵亡，或者在1973-1974年最后阶段的行动中被捕后遭到虐杀。然而，出于政治原因，无人被确认死亡，而是被认为失踪。现在有60名游击队员仍被认为受到强迫失踪。

## 军事行动概览
当时军政府镇压阿拉瓜亚游击队的军事行动被划分为四个阶段：
- 鹦鹉行动(Operação Papagaio) -1972年4月/10月；在第一阶段的镇压行动中，大规模正规军事单位常规使用，并由于这一方案没有效率而部队最终撤离。这一区域常规部队的饱和造成武装力量失去组织能力[7]，冲游击队发动的优柔寡断的冲突降低了部队的士气，尤其是其中的海军陆战队士兵，海军陆战队随后从进一步的军事行动中抽离[8]。然而，这一常规的军事行动为整个镇压的残酷树立了一个标志，军队在三个区域埋下了凝固汽油弹-根据国家真相委员会2013年的报告所确认[9]。

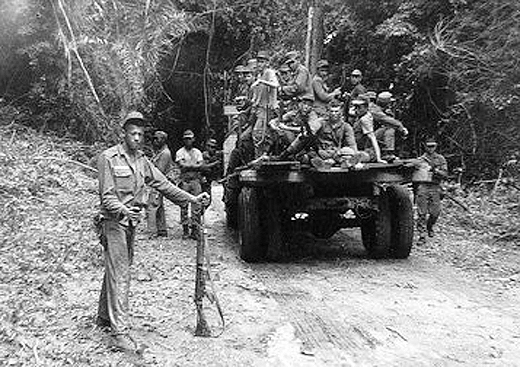
1972年，第一支到达阿拉瓜亚的部队

- 蟒蛇行动(Operação Sucuri) -1973年4月/10月；意识到常规力量镇压游击队的没有效率，以及担忧阿拉瓜亚像世界其他区域一样成为游击队长期控制的区域，军方决定改变军事行动的模式。蟒蛇行动是一场情报战，使用了游击战的相同战术，例如经过特殊训练，和当地人长相一样的特工逐渐渗透到平民中，严格地控制他们的行动和下落[10] 。

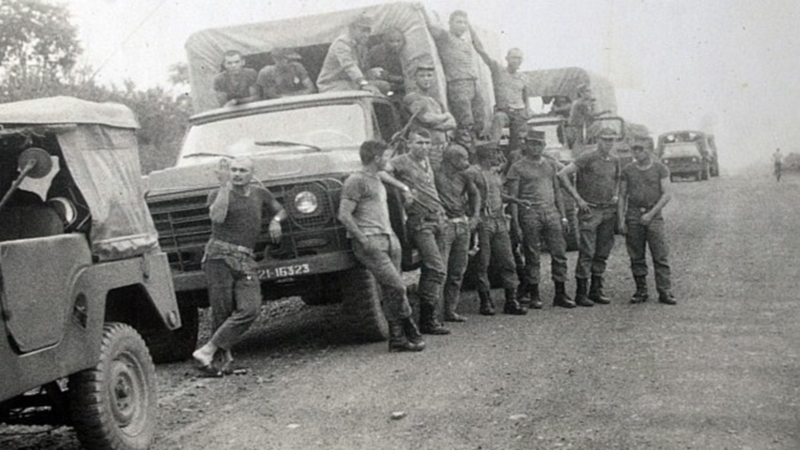
马拉若拉行动中的军人

- 马拉若拉行动 -1973年10月/1974年10月；在这一阶段，根据蟒蛇行动中搜集到的情报，大约400名精通反游击战的人员被投放到这一区域，和此前蟒蛇行动的特工一样得到军队的支援。分散成小队，得到此前和游击队合作的当地人的帮助，军方开始处决被捕者（160名当地人被囚禁），随后开始寻找被系统性破坏的游击队的补给站，使敌方战士容易感染黄热病等热带疾病[11]。这一战术成功破坏阿拉瓜亚一带的游击队，并随后发起了针对游击队的灭绝行动[12]。
- 清理行动 -1975年初，在游击队基本被扫清后，面对新总统埃内斯托·盖泽尔制定的绝对保密政策，军方开始了对在这一区域发生的事实的掩盖行动。这一行动旨在清除斗争的痕迹，游击队员的尸体被埋在丛林。大约60名游击队员被捕后遭到处决。

文件被焚烧，营地被拆除，游击队员的尸体被刨出来被焚烧。在随后的几年里，该地区连续的掩蔽行动的记录浮出水面。在巴西军政府时期，埃内斯托·盖泽尔是唯一一位公开提及此事的总统-在1975年5月国会讲话，提及有人试图在“未受保护的偏远内陆地区”组织“游击队基地”，但都已“彻底失败”。

## 后事

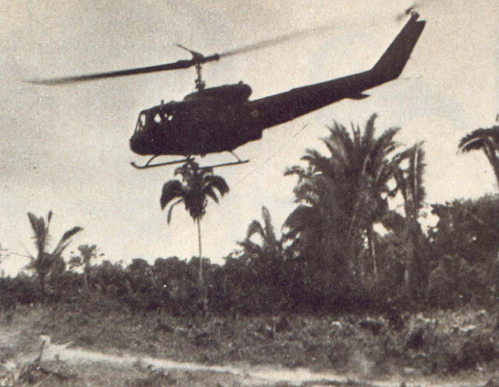
阿拉瓜亚行动中巴西空军的一架UH-1直升机。这一机型被广泛运用于进攻和物资运输

1982年，民主制度被恢复，22名失踪者的亲属将这一事件带上联邦法院，要求确定失踪者的下落并找到他们的遗体，以便能够安葬他们和死亡证明能够出具。一开始，联邦法院按照常规方式处理此案，要求政府部门的文件，传唤证人。然而，1989年3月27日，负责本案的法官被撤换，阿拉瓜亚游击队案被草草判决，指出在法律上无法满足原告的诉求。法官认为原告的请求属于大赦法的范畴，不需要采取司法行动。
1993年8月17日，原告上诉，要求联邦上诉法庭推翻原本的判决，此案被打回原本的负责法官。1994年3月24日，联邦政府针对联邦法院的裁决提出澄清请求。根据上诉庭于1996年3月12日的一致决定，法院没有审理此一上诉。政府针对这一决定提出特别上诉，上诉法院也裁定该决定不可受理。
2001年3月6日，原告上诉到美洲人权委员会，委员会裁定阿拉瓜亚游击队案件因涉嫌违反《美洲宣言》和《美洲公约》，正式受理此案。2010年5月20-21日，美洲人权法庭开庭审理此案。12月14日，法庭裁定巴西政府以其大赦法作为不惩罚军政府侵犯人权者的借口而违反美洲人权公约。此前在2010年4月29日，巴西最高法院以7比2裁定依据1979年大赦法，防止军政府因非法屠杀和虐待而被控。